# AirRivals
AirRivals (o Ace Online la versione americana) è un videogioco di azione di tipo Massive Multiplayer (MMORPG) 3D Space Shooter sviluppato dal produttore coreano YD e basato sullo sviluppo di un personaggio, pilota di aerei (che funzionano anche da navi spaziali) tecnologicamente molto avanzati. L'ambientazione è un pianeta chiamato Phillon e in un tempo certamente futuro.
Commercializzato per la prima volta nel maggio del 2006 con il nome Space Cowboy Online, è stato rinominato in "AirRivals" solo nel dicembre 2007.
Il Gioco è stato abbandonato dalla Gameforge il 24/08/2016 ed è stato preso in gestione dalla stessa azienda produttrice coreana (Masangsoft Ltd.)

## Trama
Due opposte fazioni si combattono per l'onore, la fama e il pianeta Phillon. Queste fazioni sono i BCU (Bygeniou City United), l'esercito imperialista e gli ANI (Anti-Nationalism Influence United), i ribelli, che hanno base nelle rispettive città di Bygeniou City e Arlington City. Combatti al fianco degli ANI per la conquista del pianeta o con i BCU per liberare il pianeta dal tentativo degli ANI di sottometterlo.

## Stats
Per ogni nuovo livello e come ricompensa per certe missioni, si possono ricevere dei punti stats. Ovvero dei punti che permetto di potenziare il proprio Gear.
Questi sono:
- Attacco - Aumenta il danno e la precisione delle armi.
- Difesa - Riduce il danno subito.
- Evasione - Riduce la possibilità di essere colpiti, questa stat si contrappone alla probabilità delle armi.
- Spirito - Aumenta gli SP (Skill Points, Punti Abilità) che vengono utilizzati nell'uso delle abilità.
- Scudo - Aumenta lo scudo. L'avversario deve distruggere lo scudo di un veicolo prima di poterlo abbattere.
- Carburante - Aumenta la capienza del serbatoio per il carburante e incrementa la capacità di caricare equipaggiamento più pesante.

## Personaggi e veicoli
I personaggi cambiano tra di loro solo per l'aspetto mentre è possibile scegliere uno dei quattro veicoli, chiamati Gear, che si differenziano per metodo di combattimento, forza e abilità:
- B-Gear: Si tratta di un bombardiere che sviluppandosi può diventare anche un caccia-bombardiere. Le armi principalmente utilizzate dai B-Gear sono i Bawoo, dei missili con un lungo tempo di riattacco, ma che usati insieme alle abilità GBM (Ground Bombing Mode) o ABM (Air Bombing Mode) possono uccidere mob e nemici in un colpo. Il B-gear, grazie ad alcune particolari abilità sbloccabili durante il gioco tramite una rara carta, può diventare invisibile e autodistruggersi esplodendo come una bomba e danneggiando chi gli sta intorno. Questo è il gear che più fa discutere viste le sue qualità e apparentemente è senza punti deboli. Le sue statistiche iniziali sono: (Attacco: 3 / Difesa: 3 / Evasione: 3 / Spirito: 3 / Scudo: 3 / Carburante: 3) ed ognuna di questa aumenta di 3 alla volta.

- I-Gear: Si tratta di un caccia: è usato principalmente negli inseguimenti. È l'aereo più veloce del gioco, le armi principalmente usate degli I-gear sono le frecce che sono caratterizzate da una buona rapidità, un discreto riattacco e un buon danno. Ha però il difetto di essere poco resistente(possedendo poca difesa), difetto che viene però controbilanciato da una buona evasione, che permette al gear di "schivare" molti missili. Può utilizzare la skill Berserker, sbloccabile durante il gioco tramite una rara carta, che gli permettere di sparare un'altissima quantità di missili in più per alcuni secondi. Le sue statistiche iniziali sono: (Attacco: 4 / Difesa: 2 / Evasione: 4 / Spirito: 3 / Scudo: 2 / Carburante: 3). Attacco ed evasione aumentano di 4 alla volta; spirito e carburante di 3 alla volta; scudo e difesa di 2 alla volta.

- M-Gear: Il M-Gear è il veicolo di supporto per eccellenza di AiRivals, ma grazie ai suoi motori vanta anche la caratteristica di aereo con la maggiore manovrabilità del gioco. Spesso i M-Gear utilizzano i motori a "0" (zero) insieme alla loro abilità Retromarcia per dominare nel 90% dei casi la situazione nei PvP, essendo grandi incassatori, guaritori e capaci di utilizzare ulteriori bonus difensivi. Tuttavia, nonostante in casi di guerra può sostenere anche due o più avversari contemporaneamente, egli non possiede lo stesso potenziale di attacco degli altri tre gear. Difatti è consigliato utilizzare un M-Gear stando nelle retrovie come supporto generale agli altri membri della Formazione di Combattimento. Questo Gear è l'unico capace di "incrementare" i valori di Difesa, Attacco ed Evasione dei Gear della formazione di cui fa parte. Inoltre è capace di "curare" i propri compagni di battaglia grazie ad abilità quali Campo di Riparazione e Campo di Guarigione. Per questi svariati motivi, è il Gear più ricercato con cui creare una formazione ed affrontare guerre abbastanza difficili e dispendiose in termini di danni subiti. Le sue statistiche iniziali sono: (Attacco: 2 / Difesa: 4 / Evasione: 2 / Spirito: 4 / Scudo: 3 / Carburante: 3). Difesa e spirito aumentano di 4 alla volta; scudo e carburante di 3 alla volta; attacco ed evasione di 2 alla volta.

- A-Gear: È molto diverso dagli altri gear perché è più che altro un carro armato. Può anche volare, ma molte sue abilità sono disponibili solo a terra perciò in aria non è molto forte, ma qui è spesso vulnerabile ai bombardamenti dei B-Gear, che può evitare grazie ad un'utile abilità chiamata Barriera che dura però solo 15 secondi. Come loro può rendersi invisibile e usare la skill Hypershot, che consiste in uno sparo molto potente che colpisce tutti i gear nelle vicinanze. Le sue statistiche iniziali sono (Attacco: 4 / Difesa: 3 / Evasione: 1 / Spirito: 3 / Scudo: 4 / Carburante: 3). Attacco e scudo aumentano di 4 alla volta; difesa, spirito e carburante di 3 alla volta; evasione di 1 alla volta.

## Mappe
Le mappe si dividono in appartenenti ai BCU, appartenenti agli ANI e neutrali.

### Mappe appartenenti ai BCU
- Città di Bygeniou (capitale)

Mappe normali
- Rovine di Pietra
- Giungla di Tylent
- Catena montuosa di Bach
- Luogo di Blackburn
- Spiaggia di Zaylope
- Valle di Starlite
- Linea Rossa
- Città di Sunken
- Covo del luogo B
- Nidi di roccia Inferiori
- Nidi di roccia Centrali

Mappe Pandea
- Spiaggia di Kahlua
- Grotta di Nubarke
- Penisola di Orina
- Grande bacino di Daisy
- Punto B Pandea

Mappe lunari
- Castor
- Polaris

Mappe speciali
- Deserto Maelstrom
- Area Proibita

### Mappe appartenenti agli ANI
- Città di Arlington (capitale)

Mappe normali
- Spiaggia di Reynard
- Valle di Edmont
- Deserto di Ardor
- Bufera di neve violenta
- Grotta di Cristallo
- Pianure della melodia di Doleful
- Luogo della reliquia di Herremeze
- Covo del luogo A
- Nidi di roccia inferiori (non la stessa dei BCU)
- Nidi di roccia centrali (non la stessa dei BCU)

Mappe Pandea
- Spiaggia di Gjert
- Porto di Slope
- Canyon di Portsmouth
- Punto A Pandea

Mappe lunari
- Denebola
- Alphard

Mappe speciali
- Deserto Maelstrom (diversa da quella BCU)
- Area Proibita (diversa da quella BCU)

### Mappe neutrali
- Città di Bark
- Mezz'aria della città di Bark (mappa accessibile solo durante l'Outpost War)
- Akron (mappa conquistabile durante l'Outpost War)
- Habitat del Re di Hornian (accessibile solo se la nazione ha vinto l'ultima MotherShip in attacco)
- Isola del Sogno
- Chaos
- Corridoio Dimensionale
- Sala macchine G-ARK
- Flusso della Fantasia
- Vulcano di Rumein
- G-ARK
- ATUM -1
- ATUM -2
- Mesos' Floor (mappa accessibile solo durante l'Outpost War)
- Rakion (mappa conquistabile durante l'Outpost War)
- Nidi di Roccia Superiori
- Alioth
- Pherkad
- Eopi (accessibile solo se la nazione ha vinto l'ultima MotherShip in attacco)
- Nascita della luce del Sole
- BarrenLand(dalla versione 3.2.5)
- Robenia City(dalla versione 3.2.5)
- Coronado (dalla versione 3.2.0)(mappa accessibile solo durante l'Outpost War)
- Castle Corona (dalla versione 3.2.0)(mappa conquistabile durante l'Outpost War)
- Cielo di Robenia (dalla versione 3.4.0.)

## Abilità
Le abilità (o skill) si dividono per i quattro modelli di Gears (A-Gear, B-Gear, I-Gear, M-Gear) e per tipo (Attacco, Difesa, Volo, Attributive).
Le abilità possono essere potenziate nel corso del gioco aumentandole di livello. Per aumentare di livello le skill bisogna aver raggiunto un certo livello con il proprio gear.
Alcune skill richiedono delle carte per essere sbloccate: Card dell'apertura dell'abilità speciale(SSOC abbreviato) o Carta dell'apertura dell'abilità di movimento(FMSOC abbreviato). Le skill sbloccate con FMSOC per essere migliorate richiedono un'altra carta: Carta del miglioramento dell'abilità di movimento(ESSC abbreviato). Le skill sbloccate con SSOC non possono essere migliorate.
Qui verranno fornite le proprietà di base e quelle del massimo livello (viene indicato il livello necessario del proprio gear per sbloccarla).
Per sbloccare le skill di livello finale è necessaria una carta specifica, la Carta dell'apertura dell'abilità finale (FSOC abbreviato).

### Abilità universali
Queste abilità possono essere usate da tutti e quattro i gear.
- Proiettili Infuocati (Attacco; liv 9) - Danno armi standard (min): +5% / Danno armi standard (max): +5%.

[...]Livello 79= Danno armi standard (min): +20% / Danno armi standard (max): +20%.
- Missili Infuocati (Attacco; liv 13) - Danno armi avanzate (min): +5% / Danno armi avanzate (max): +5%

[...]Livello 83= Danno armi avanzate (min): +20% / Danno armi avanzate (max): +20%.
- Concentrazione (Attacco; liv 20) - Precisione armi standard: +3.92% / Precisione armi avanzate: +3.92%

[...]Livello 92= Precisioni armi standard: +27,45% / Precisione armi avanzate: +27.45%.
- Difesa fino (Difesa; liv 20) - Difesa contro le armi standard: +1.96% / Difesa contro le armi avanzate: +1.96%

[...]Livello 92= Difesa contro le armi standard: +13,73% / Difesa contro le armi avanzate: +13.73%
- Evasione (Difesa; liv 20) - Evasione contro le armi standard: +1,96% / Evasione contro le armi avanzate: +1.96%

[...]Livello 92= Evasione contro le armi standard: +13,73% / Evasione contro le armi avanzate: +13.73%
- Negozio di vendita (Attributiva; liv 12) - Apre un negozio privato per la vendita
- Negozio di acquisto (Attributiva; liv 12) - Apre un negozio per l'acquisto

### Abilità per il B-Gear
- Tiro di Caricamento (Attacco; liv 15) - Danno armi standard (min): +600% / Danno armi standard (max): +600% / Precisione armi standard: +50,00% / Distanza di fuoco armi standard: +100,00%

[...]Livello 60= Danno armi standard (min): +900% / Danno armi standard (max): +900% / Precisione armi standard: +80.00% / Distanza di fuoco armi standard: +100,00%.
- Modalità di bombardamento di terra (Attacco; liv 20) - Numero di missili sparati: +2 / Raggio di esplosione delle armi avanzate: +50.00m

[...]Livello 92= Numero di missili sparati: +6 / Danno armi avanzate (min): +45% / Danno armi avanzate (max): +45% / Raggio di esplosione delle armi avanzate: +100.00 m.
- Multiobiettivo (Attacco; liv 25) - Numero di bersagli mirabili contemporaneamente: +1 / Angolo di mira valido: +7.50 / Raggio radar per le armi avanzate: +10%

[...]Livello 74= Numero di bersagli mirabili contemporaneamente: +4 / Angolo di mira valido: +21.5 / Raggio radar per le armi avanzate: +45%
- Modalità di bombardamento d'aria (Attacco; liv 50) - Numero di missili sparati: +1 / Raggio di esplosione delle armi avanzate: +50.00m

[...]Livello 92= Numero di missili sparati: +4 / Raggio di esplosione delle armi avanzate: +50.00m.
- Ridurre danni (Difesa; liv 18) - Diminuzione del danno allo scudo: +10%

[...]Livello 92= Diminuzione del danno allo scudo: +35%.
- Fieno (Difesa; liv 50) - Numero di Chaffs: +1 / HP Chaffs: +500.00

[...]Livello 92= Numero di Chaffs: +4 / HP Chaffs: +700.00.
- Movimento indietro (Volo; liv 30) Ricarica: 30 secondi

[...]Livello 70= Ricarica: 20 secondi.
- Giramento (Volo; liv 30) Ricarica: 30 secondi

[...]Livello 70= Ricarica: 20 secondi.
- Invisibile (Attributiva; richiede SSOC; liv 45) - Invisibile (solo agli utenti)
- BigBoom (Attributiva; richiede FMSOC; liv 70) - Auto-distruzione con una grandissima esplosione. Raggio dell'esplosione: 800m / Ricarica: 30 min

[...]Livello 100= Raggio dell'esplosione: 1.400 m/ Ricarica: 15 min

### Abilità per l'I-Gear
- Frenesia (Attacco; liv 20) - Danno armi avanzate (min): +10% / Danno armi avanzate (max): +10% / Angolo di mira valido: +5.16

[...]Livello 92= Danno armi avanzate (min): +42% / Danno armi avanzate (max): +42% / Numero di spari dell'arma avanzata: +1 / Angolo di mira valido: +5.16.
- Overbooster (Volo; liv 25) - DA
- Movimento indietro (Volo; liv 30) Ricarica: 30 s.

[...]Livello 80= Ricarica: 15 s.
- Giramento (Volo; liv 30) Ricarica: 30 s.

[...]Livello 80= Ricarica: 15 s.
- Chain Rolling (Volo; richiede SSOC; liv 45) - Roll del veicolo sempre possibile
- Movimento Iper (Attributiva; liv 45) - Angolo di virata del motore in velocità normale: +10% / Angolo di virata del motore in boost: +10% / Accelerazione del booster: +10%
- Silenzio (Attributiva; liv 55) - Il Gear scelto non riceve più gli avvertimenti per i missili in arrivo finché l'abilità è attiva
- Berserker (Attributiva; richiede FMSOC; liv 70) - Ricarica: 30 min / Durata: 15 s / Fuoco continuo per le armi avanzate: +2 / Numero di missili sparati: +2 / Tempo di reattacco per le armi avanzate: -30%

[...]Livello 100= Ricarica: 15 min / Durata: 30 s / Fuoco continuo per le armi avanzate: +2 / Numero di missili sparati: +2 / Tempo di reattacco per le armi avanzate: -30% / Raggio radar per le armi avanzate: +20%.

### Abilità per l'M-Gear
- Altezza (Attacco; liv 40) - Danno armi avanzate (min): +3% / Danno armi avanzate (max): +3% / Precisione armi avanzate: +1.96%

[...]Livello 88= Danno armi avanzate (min): +21% / Danno armi avanzate (max): +21% / Precisione armi avanzate: +13.73%.
- Fuoco infurioso (Difesa; liv 14) - Danno armi standard (min): +10% / Danno armi standard (max): +10% / Danno armi avanzate (min): +10% / Danno armi avanzate (max): +10% (a tutta la formazione una volta attivate)

[...]Livello 99= Danno armi standard (min): +45% / Danno armi standard (max): +45% / Danno armi avanzate (min): +45% / Danno armi avanzate (max): +45%
- Difesa infuriosa (Difesa; liv 14) - Difesa contro le armi standard: +2,75% / Difesa contro le armi avanzate: +2.75% (a tutta la formazione una volta attivate)

[...]Livello 99= Difesa contro le armi standard: +24,71% / Difesa contro le armi avanzate: +24.71%
- Evasione infuriosa (Difesa; liv 14) - Evasione contro le armi standard: +2,75% / Evasione contro le armi avanzate: +2.75% (a tutta la formazione una volta attivate)

[...]Livello 99= Evasione contro le armi standard: +24,71% / Evasione contro le armi avanzate: +24,71%
- Obiettivo di cura (Difesa; liv 20) - Riparazione energia: +350 (verso un altro giocatore)

[...]Livello 92= Riparazione energia: +910
- Obiettivo di riparazione (Difesa; liv 20) - Riparazione scudo: +400 (verso un altro giocatore)

[...]Livello 92= Riparazione scudo: +1.200
- Campo di cura (Difesa; liv 21) - Riparazione energia: +250 (a tutta la formazione)

[...]Livello 93= Riparazione energia: +650
- Campo di riparazione (Difesa; liv 21) - Riparazione scudo: +300 (a tutta la formazione)

[...]Livello 93= Riparazione scudo: +780
- Invincibile (Difesa; richiede SSOC; liv 60) - Diventi invincibile (non ricevi alcun danno) per 8 secondi, ma non puoi attaccare nessuno.

Ricarica: 10 min.
- Motore d'inversione (Volo; liv 40) - Inverti la direzione del motore
- Rifornisci di carburante (Attributiva; liv 10) - Rigenerazione carburante: +30.00 (verso un altro giocatore o a te stesso)

[...]Livello 50= Rigenerazione carburante: +120.00.
- Smart SP (Attributiva; liv 22) - Riduzione consumo SP: +15%

[...]Livello 65= Riduzione consumo SP: +30%
- Chiamata dell'eroe (Attributiva; liv 35) - Trasporta nella tua posizione un membro della tua formazione
- Scansione (Attributiva; liv 35) - Tutti i Gears invisibili in un determinato raggio diventano visibili
- Purificazione (Attributiva; richiede SSOC; liv 45) - Tutte le abilità attive su un determinato Gear vengono disattivate
- Pieno recupero (Attributiva; richiede FMSOC; liv 70) - Il Gear scelto viene riparato completamente. Ricarica: 30 min.

[...]Livello 100= Ricarica: 15 min.

### Abilità per l'A-Gear
- Modalità d'assedio (Attacco; liv 20) - Danno armi standard (min): +10% / Danno armi standard (max): +10% / Raggio radar per le armi standard: +20%

[...]Livello 92= Raggio radar per le armi standard: +30% / Fuoco rapido per l'arma standard: +2.
- Assedio d'aria (Attacco; liv 55) - Danno armi standard (min): +70% / Danno armi standard (max): +70% / Raggio radar per le armi standard: +25%

[...]Livello 87= Danno armi standard (min): +11% / Danno armi standard (max): +11% / Raggio radar per le armi standard: +25% / Fuoco rapido per l'arma standard: +1.
- Difesa d'assedio (Difesa; liv 14) - Difesa contro armi standard: +9.80% / Difesa contro armi avanzate: +9.80%

[...]Livello 47= Difesa contro le armi standard: +24.71% / Difesa contro le armi avanzate: +24.71%.
- Assorbimento danni (Difesa; liv 15) - Riduzione danno per collisioni: +50%
- Barriera (Difesa; liv 30) - Invincibile contro le armi avanzate. Può essere usato solo a terra
- Rimedio (Difesa; liv 45) - Riparazione scudo: +800

[...]Livello 82= Riparazione scudo: +1.650
- Acceleratore di terra (Volo; liv 12) - Velocità di movimento: +100%

[...]Livello 90= Velocità di movimento: +200%.
- Camouflage (Attributiva; richiede SSOC; liv 40) - Diventi invisibile. Può essere usato solo a terra
- Snare (Attributiva; liv 45) - Velocità di movimento: -25% (verso un altro giocatore)

[...]Livello 85= Velocità di movimento: -35%.
- Shield Paralyze (Attributiva; richiede SSOC; liv 55) - Velocità di rigenerazione scudo è 0 per un determinato periodo di tempo (verso un altro giocatore)
- Colpo Iper (Attributiva; richiede FMSOC; liv 70) - Raggio di esplosione delle armi standard: +800m / Danno armi standard (min): +2000% / Danno armi standard (max): +2000% / Precisione armi standard: +100%

[...]Livello 100= Raggio di esplosione delle armi standard: +1400m / Danno armi standard (min): +3000% / Danno armi standard (max): +3000% / Precisione armi standard: +100%

## Equipaggiamento
I veicoli possono essere equipaggiati e quindi potenziati.
I tipi di equipaggiamento sono 9:
- Adesivi - Aumentano lo status o alcune proprietà del veicolo per un determinato periodo di tempo.
- Armi standard - Sono le mitraglie. Molto veloci, ma creano pochi danni. Per l'A-Gear è l'arma principale e genera molto danno.
- Armi avanzate - Sono i missili. Normali per l'A-Gear e con auto-pilotaggio per gli altri veicoli.
- Armors/Corazze - L'esterno del veicolo che può essere cambiato. Aumentano lo scudo e l'energia disponibile e alcuni anche lo status o alcune proprietà del veicolo.
- CPU - I Central Processing Unit del veicolo. Ogni veicolo ha un computer incorporato e cambiare CPU può aumentare lo status.
- Motori - Il motore del veicolo. Caratterizza la velocità massima e minima e l'angolo di virata.
- Minerali - Combinandoli è possibile creare o potenziare degli oggetti.
- Misc. Item - Combinandoli è possibile potenziare o rendere leggendari degli oggetti.
- Radars - Caratterizzano la distanza di mira delle armi standard e avanzate, e permettono di sentire un allarme in caso ci siano dei missili in avvicinamento.

## Modalità di gioco
Il gioco consiste nel potenziare il proprio Gear aumentando di livello guadagnando punti esperienza. Per guadagnare punti esperienza è necessario uccidere i mostri che si possono incontrare nelle varie mappe del gioco. 

Esistono diversi tipo di combattimento: PvP che consiste nel combattere contro un altro giocatore, di solito dell'opposta fazione; Duello ovvero il combattimento contro un giocatore della stessa fazione; PvM cioè il combattimento contro i mobs.

### Guerre ed eventi
In Ace Online/AirRivals sono molto frequenti le guerre tra le due fazioni e gli eventi:
- Raid - Semplice attacco da parte di una fazione contro l'altra. Un certo numero di players di una fazione si spostano in una mappa nemica in cerca di nemici da abbattere.
- Mothership - Viene creata una gigantesca nave alleata con una delle due fazioni (Anubis per i BCU e Horos per gli ANI) a Reynard Beach o a Tylent Jungle. L'opposta fazione dovrà tentare di abbattere la Mothership nemica in 2 ore di tempo mentre gli alleati tentano di difenderla. Inoltre alla creazione della mothership per coloro che devono difendere usciranno 9 Strategic Point che, se distrutti, per coloro che attaccano forniscono War Points, ma non sono determinanti per la vittoria dell'evento.
- OutPost War - Vengono aperte le mappe Mezz'aria della città di Bark, Coronado e Mesos' Floor. Le Brigate (alleanze) delle due nazioni si scontrano in queste mappe per ottenere il controllo di Akron, Castle Corona e Rakion.
- Strategic Point - Evento molto comune e non programmato che può avviarsi in qualsiasi momento. In una mappa si genera una piccola struttura (lo Strategic Point) e la fazione che possiede quella mappa dovrà difendere lo Strategic Point (SP, da non confondere con gli Skill Points) mentre l'altra dovrà tentare di abbatterlo.
- Happy Hour - Particolare evento costantemente attivo su Ace Online e solo in certi momenti su AirRivals. Questo evento può aumentare certe impostazioni del gioco (ad esempio la quantità di esperienza che si riceve dai mostri) per un determinato periodo di tempo. Solitamente è il Comandante della nazione (un giocatore eletto democraticamente dagli altri) a scegliere quando attivare un Happy Hour

### Strategie di combattimento
Le due nazioni adottano spesso alcune strategie durante i combattimenti da utilizzare in gruppo o individualmente:
- Camping - Tecnica di difesa molto comune. I players di una nazione si posizionano davanti a un Gate (portale che porta ad un'altra mappa) e aprono un fuoco continuo su di esso. In questo modo qualunque avversario tenti di passare il Gate viene colpito e spesso abbattuto. Pochi riescono a passare senza utilizzare un Rush di gruppo. Questa tecnica viene utilizzata molto durante gli Strategic Point, le Mothership e le Outpost War, ma anche durante i Raid.
- Rush - Strategia di attacco molto comune. I players di una nazione si posizionano davanti a un Gate e attendono che un giocatore loro alleato inizi il CountDown (conto alla rovescia) utilizzando la chat. Al termine del CountDown tutti i players si muovono in massa oltre il portale. Questa tecnica viene utilizzata solitamente per tentare di oltrepassare un Camp nemico.
- Back Camp - Si tratta di un camp posizionato dietro al portale anziché davanti. Questi sono utilizzati per colpire il nemico nel momento esatto in cui entra (poiché compaiono leggermente dietro al portale).
- Pushing - Tecnica di attacco. Si tratta di spingere gli avversari fuori dalla mappa. Viene solitamente applicata nelle caverne o nei tunnel dove gli avversari possono muoversi solo contro i loro nemici o nel senso opposto.
- Back Attack - Strategia di attacco utilizzata per sorpassare il Camping avversario. Viene solitamente utilizzata durante gli Strategic Point. Si tratta di passare da dietro, ovvero gli utenti passano per la mappa che si trova dietro a quella dove è presente l'SP, in questo modo i nemici sono costretti a dividere il Camping su due o più Gates rendendolo meno efficiente. L'abilità Call Of Hero degli M-Gears rende più facile questa strategia.
- Meat Shield - Termine inglese che significa Scudo Umano. Questa strategia difensiva è infatti applicata durante uno Strategic Point quando quest'ultimo sta per essere distrutto. Tutti i Gears si fermano intorno all'SP e impediscono quindi all'avversario di colpire lo Strategic Point. I B-Gears, grazie all'abilità BigBoom riescono a distruggere facilmente questa difesa.
- HAX Turn - Tecnica di combattimento 1 vs 1 che permette, utilizzando alternatamente i tasti per la rotazione del gear e puntando su un angolo dello schermo, di girarsi più velocemente del normale. In questo modo si può riuscire a posizionarsi dietro al proprio avversario distruggendolo facilmente.

## Abbandono da parte di GameForge
Ad Agosto del 2016 il gioco è stato ufficialmente abbandonato da Gameforge ed i diritti per la pubblicazione in Europa sono stati impugnati dalla casa produttrice coreana.
Le cause ufficiali della decisione sono da ricercarsi nei server privati, versioni illegali rese possibili a causa del furto del codice sorgente del gioco.
Tuttavia fonti anonime dello staff ufficiale riportano che la vera causa dell'abbandono sono stati i continui attacchi hacker subiti durante l'estate del 2016.
Questi attacchi, focalizzati soprattutto verso la versione italiana del gioco, ma susseguitesi anche sulle altre versioni europee ed in minima parte anche sulla versione americana, avevano lo scopo di rendere il server inaccessibile per svariate ore, rovinando di fatto il gameplay.